# Óscar Enrique González Peña
Óscar Enrique González Peña est un général colombien né le 21 juillet 1953 à  Florián, Santander en Colombie. Il fut général de 1973 à 2010.

## Biographie
Il entre à l'École militaire des cadets Général José María Córdova le 22 janvier 1970, atteignant le grade de lieutenant le 5 juillet 1973. 
Il est titulaire d'un diplôme en science militaire et ingénieur en génie civil et militaires. Il sera Promu au grade de général de la République le 5 décembre 2008 et a été nommé commandant de l'armée de la Colombie le 6 novembre 2008.
Il est selon Human Rights Watch responsable d'au moins 113 assassinats de civils.